# وادي السمار
مقاطعة تابعة لبلدية الدار البيضاء ولاية الجزائر
- عدد سكان البلدية في 2006 29,454ن
- الرمز البريدي 16059

## تاريخ
- أنشئت جماعة واد السمار سنة 1958 من أراضي دار كاريه، وأصبحت بعد سنة، أي سنة 1959، جزءا من الدائرة العاشرة لمدينة الجزائر العاصمة. بعد الاستقلال، في 19 فبراير 1977، أصبحت جزءا من جماعة الحراش. ولم يتم إعادة إنشاء جماعة واد السمارإلا في عام 1984.

## الهيدرولوجيا
يمتد وادي سمار على سهل مستنقعي قديم في متيجة ويحده من الجنوب الغربي وادي سمار، وهو ما أطلق عليه اسمه.

## مواضيع ذات صلة
- تاريخ ولاية الجزائر
- بلديات ولاية الجزائر
- دوائر ولاية الجزائر